# Бубка, Василий Назарович
Василий Назарович Бубка (род. 26 ноября 1960, Луганск) — советский и украинский легкоатлет, который специализировался в прыжках с шестом. Мастер спорта СССР. Старший брат Сергея Бубки.

## Биография
Бронзовый призёр чемпионата мира в помещении 1985 года.
На чемпионате мира 1993 года занял 9-е место с результатом 5,70 м. На олимпийских играх 1996 года не смог сделать ни одной результативной попытки. Чемпион СССР 1985 года. Двукратный чемпион Украины в 1994 и 1996 годах.
С 2010 года по настоящее время[когда?] депутат Донецкого областного совета (избран по многомандатному округу от Партии Регионов).